# ساشا الكسندر
ساشا الكسندر (بالإنجليزية: Sacha Alexander)‏ هو ممثل بريطاني، ولد في 8 مايو 1972 بلندن في المملكة المتحدة.

## وصلات خارجية
- ساشا الكسندر على موقع IMDb (الإنجليزية)
- ساشا الكسندر على موقع قاعدة بيانات الفيلم (الإنجليزية)